# Граф Риба

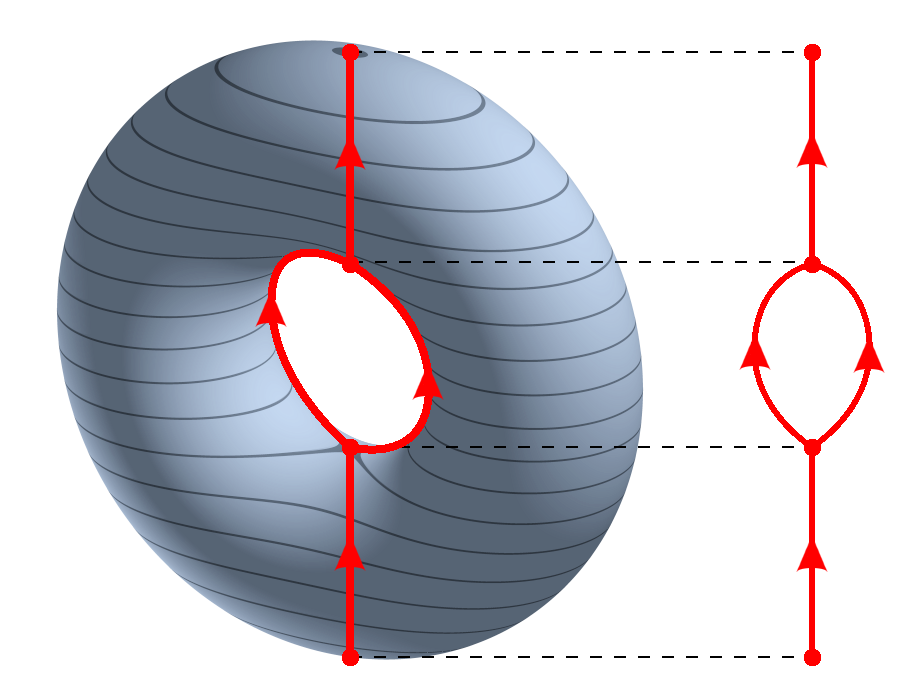
Граф Риба функции высоты на торе. Критическим уровням функции соответствуют вершины графа, связной компоненте неособого уровня — точка на ребре. Ориентация графа определяется направлением роста функции.

В теории графов, граф Риба некоторой функции описывает связность поверхностей уровня этой функции.
Был введен Жоржем Рибом

## Определение
Рассмотрим непрерывную функцию, заданную на компактном многообразии, {\displaystyle f:M\to R}. Прообраз точки {\displaystyle y\in R} является поверхностью уровня функции {\displaystyle f^{-1}(y)\subset M}.
Две точки {\displaystyle x,x'\in M} называются эквивалентными, {\displaystyle x\!\sim x'}, если они принадлежат одной компоненте связности поверхности уровня {\displaystyle f^{-1}(y)}.
Граф Риба функции {\displaystyle f} — это факторпространство многообразия {\displaystyle M} по такому отношению эквивалентности, {\displaystyle G=M/\!\sim }. Вершинами графа являются компоненты связности критических уровней функции. Ориентация графа {\displaystyle G} определяется направлением градиента функции {\displaystyle f}.

## Свойства
Следующие свойства графа Риба были доказаны в его основополагающей работе:
Пусть на компактном {\displaystyle n}-мерном многообразии класса гладкости {\displaystyle C^{2}} задана функция Морса f, все критические точки которой соответствуют разным критическим значениям функции. Множество таких функций открыто и плотно в пространстве всех функций. Обозначим {\displaystyle \Gamma } граф Риба этой функции. Тогда:
- Вершинам степени 1 графа {\displaystyle \Gamma } в точности соответствуют критические точки функции f индекса 0 и n.
- Если {\displaystyle n\geq 3}, вершина графа, соответствующая критическому уровню функции f, который содержит критическую точку индекса 1 и n-1, может иметь степень 2 или 3.
- Если {\displaystyle n\,=2}, вершины графа, соответствующие критическим точкам индекса 1, могут иметь степень 2, 3 или 4.
- Степень вершины графа, соответствующей критическому уровню функции f, который содержит критическую точку индекса, отличного от 0, 1, n-1 и n, всегда равна 2.

Эти свойства графа влекут любопытное свойство функций Морса, доказанное там же:
- Обозначим через {\displaystyle \Omega _{k}} множество критических точек функции индекса k и n-k. Если {\displaystyle n\geq 3}, то {\displaystyle |\Omega _{0}|\leq |\Omega _{1}|+2}.

## Применение
Графы Риба используются в математике при изучении
- топологической классификации функций Морса [2]
- гамильтоновых систем [3]

Графы Риба и, в особенности, ациклические графы Риба, называемые контурными деревьями, находят широкое применение в компьютерных приложениях:
- в компьютерном дизайне и геометрическом моделировании,
- в геометрических моделях структуры данных и методах поиска в базах данных
- в системах автоматизации проектных работ.